# Rugby à XIII aux Émirats arabes unis
Le rugby à XIII est un sport dont on a tenté l'introduction dans les Émirats arabes unis au milieu des années 2010.
Une équipe des Émirats arabes unis de rugby à XIII (en)  était même pressentie pour représenter les Émirats dans les compétitions officielles. 
Une candidature pour organiser la Coupe du monde de 2021 est même envisagée par le pays en 2015. Néanmoins, un conflit grave ayant opposé la fédération locale naissante de rugby à XIII à celle, établie dans le pays, de rugby à XV,  a entraîné le gel de sa création et de tout développement du rugby à XIII.
La nature du conflit repose sur la contestation par les autorités « quinzistes » de l'utilisation de l'appellation rugby, celles-ci estimant en avoir le monopole et, par conséquent, également celui de  l'organisation de toute compétition de sport de ballon ovale dans les Émirats.